# محاصره قلعه صهیون
محاصره قلعه صهیون (انگلیسی: Siege of Sahyun Castle) در ژوئیه ۱۱۸۸ میلادی میان نیروهای ایوبی به رهبری صلاح‌الدین ایوبی و شوالیه‌های مهمان‌نواز مستقر در قلعه صهیون به وقوع پیوست که پس از چند روز محاصره، قلعه تسلیم نیروهای ایوبی شد.